# 八代道慶
八代 道慶（やしろ どうけい / みちよし）は、戦国時代の武将。

## 出自
八代氏は采地を持つ播磨国飾東郡八代村を本拠としていた。赤松氏を再興した赤松政則が、文明元年（1469年）置塩城を築き移ったので、八代氏も置塩の赤松氏に仕えた。道慶の父・八代藤三郎道嵩は、置塩下町に居住し、八代村に2百貫の采地を有した。

## 略歴
八代道嵩の子として誕生した。赤松氏の家臣であった小寺則職に附従して、天正年中、八代村萱原に居を構え、八代村に采地4百貫をもった。
享禄4年（1531年）から天文14年（1545年）、小寺則職が御着城に移ったのに伴い、道慶は黒田職隆の下で姫路城留守居役を務めた。天文22年（1553年）、道慶は剃髪して号を道慶（どうけい）とし、山井村（姫路市山野井町）に法恩寺を開基する。
永禄7年（1564年）（または永禄9年（1566年）とする）、道慶は室山城で浦上清宗の婚礼に同席した際、赤松政秀の襲撃を受けて左目を射られて負傷した。それを引き抜いて奮戦したが、この傷が元で後に没した。